# Kolihapeltis
Genre
Kolihapeltis est un genre éteint de trilobites de la famille des Styginidae qui a vécu entre le Dévonien inférieur et le Dévonien moyen, il y a environ entre 420 et 385 Ma (millions d'années). 
Des fossiles ont été trouvés au Maroc et en République tchèque.

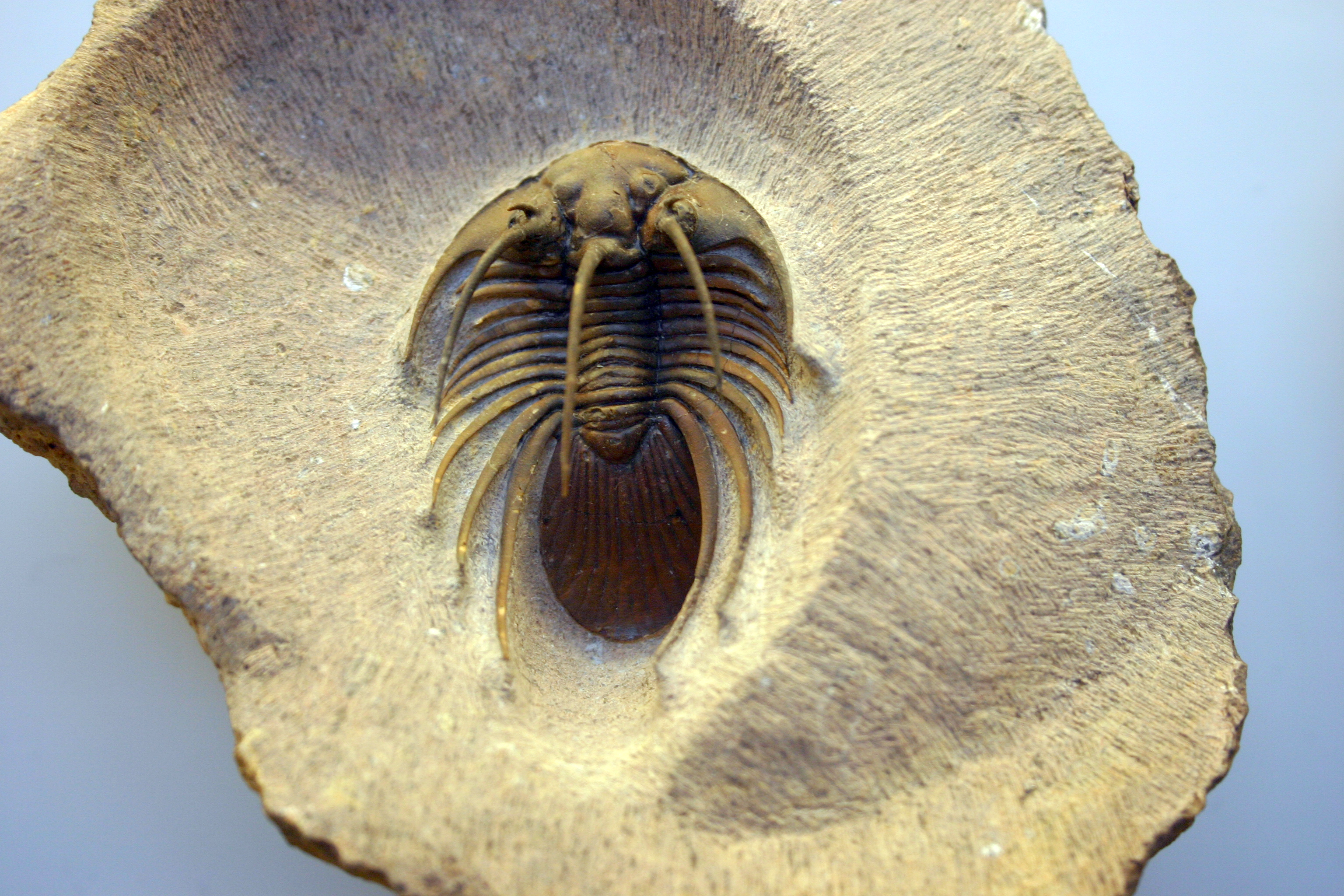
Kolihapeltis chlupaci trouvé au Djebel Oufaten, Maroc.

## Liste d'espèces
Selon BioLib (18 juillet 2020) :
- Kolihapeltis brevifrons (Barrande, 1852) †
- Kolihapeltis briarea Šnajdr, 1989 †
- Kolihapeltis chlupaci Šnajdr, 1960 †
- Kolihapeltis linguata (Novák, 1883) †
- Kolihapeltis parabolina (Barrande, 1882) †
- Kolihapeltis perlonga (Barrande, 1872) †